# Camille Lemonnier
Pour les articles homonymes, voir Lemonnier.
Œuvres principales
- Un Mâle (Roman, 1881)
- Happe-Chair (Roman, 1886)

Camille Lemonnier, né à Ixelles (Belgique) le 24 mars 1844 et mort à Bruxelles le 13 juin 1913, est un écrivain belge.

## Biographie
Antoine Louis Camille Lemonnier est le fils de Louis-François Lemonnier, avocat à la Cour d'appel de Bruxelles et de Marie Panneels, d'origine flamande. Il se marie à Schaerbeek le 15 septembre 1876 avec Julie Brichot, née à Binche dont il divorce en 1882 et se remarie le 22 juin 1883 à La Hulpe avec Valentine Collart, la nièce de Constantin Meunier. Il a deux filles Marie (née en 1872 et légitimée lors de son premier mariage) et Louise (née en 1876).
Il effectue ses études secondaires à l'Athénée Royal de Bruxelles, avant d'entamer à l'Université libre de Bruxelles un cursus de droit qu'il n'achève pas. Il est ensuite employé au Gouvernement provincial mais démissionne rapidement de ce poste pour se consacrer à la critique. En 1864, il fait partie de la vingtaine d'auditeurs venus assister à une conférence de Charles Baudelaire à Bruxelles.

## Carrière

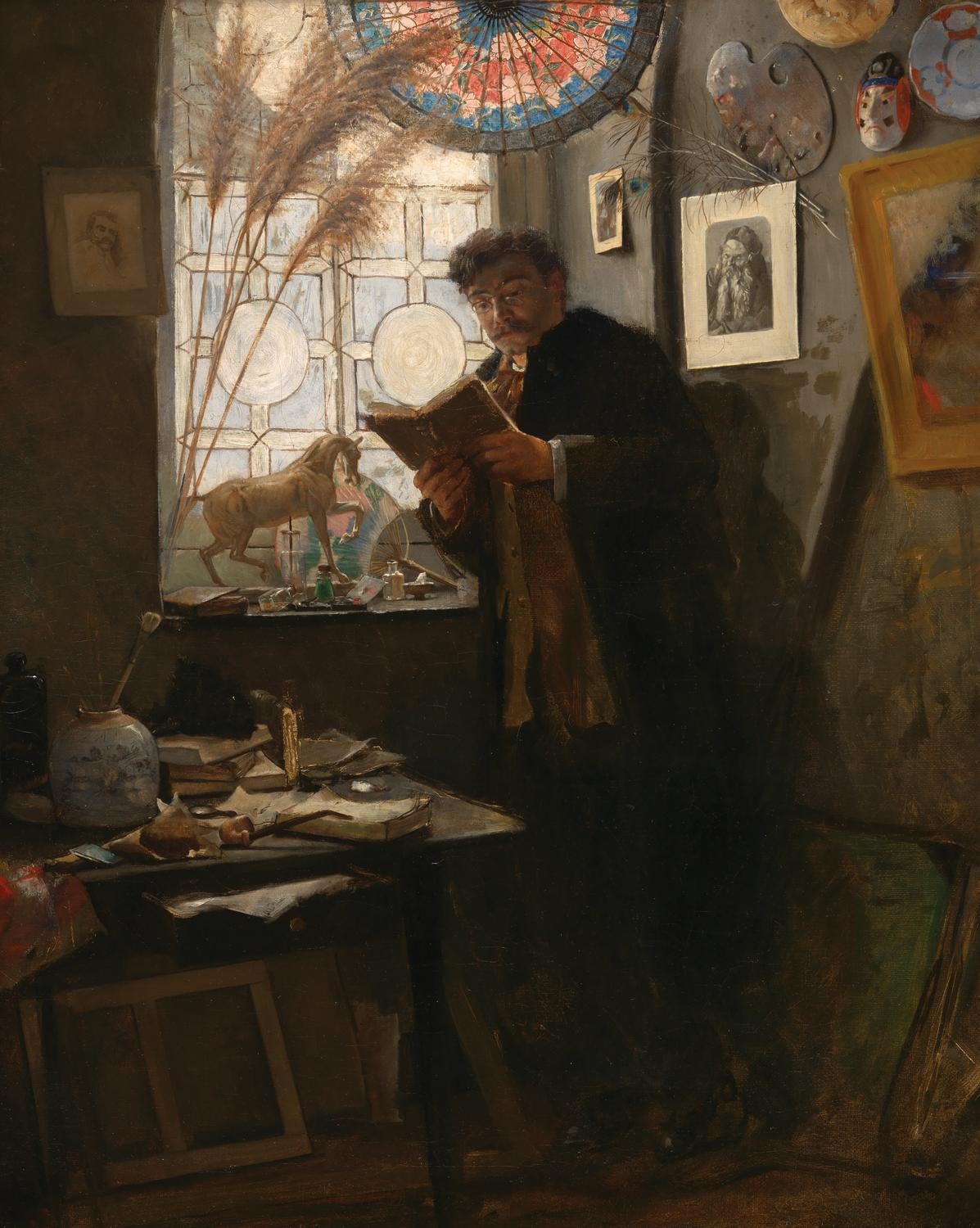
Camille Lemonnier dans l'atelier de l'artiste, par Alfred Stevens - Fonds du Patrimoine Fondation Roi Baudouin

En 1863, Lemonnier publie à compte d'auteur le Salon de Bruxelles et commence à fréquenter le monde artistique. Il se distingue immédiatement par son désir de défendre l'art réaliste contre l'académisme, et la liberté de l'artiste contre les institutions d'État. En 1870, Lemonnier parcourt le champ de bataille de Sedan avec son cousin Félicien Rops (peintre et dessinateur). Son roman-reportage Sedan relate ses impressions : « une odeur de terre, de pourriture, de chlore et d'urine mêlés ». Cet ouvrage réaliste sera repris sous le titre Les Charniers qui précède La Débâcle d'Émile Zola.
Lemonnier commence à être reconnu dans le milieu naturaliste. Il collabore d'ailleurs à des revues françaises où il fait connaître les peintres belges. C'est avec son roman Un Mâle (1881) qu'il atteint la notoriété. Le scandale provoqué par la parution de ce livre, récit d'une passion amoureuse rustique, est tel que la jeune génération (les poètes rassemblés autour de la revue la Jeune Belgique) organise un banquet de « réparation » à leur aîné le 27 mai 1883 pour lui témoigner son appui face aux foudres de la critique traditionaliste des « perruques » et de certains journalistes catholiques.
On a souvent surnommé Lemonnier le « Zola belge » bien qu'il ait affirmé que cette étiquette ne lui convenait pas. En fait, l'auteur du Mâle est trop soucieux de son style (qu'on nommait « macaque flamboyant ») et de recherche de néologismes et d'archaïsmes pour être rangé parmi les naturalistes. La filiation avec le naturalisme français s'arrête, en effet, à l'influence du milieu, et plus précisément de la vie animale, sur le comportement des personnages.
Dans des romans tels Le Possédé, La Fin des bourgeois ou L'Homme en amour, Lemonnier se rattache davantage au courant dit « décadent », représenté en France par J.-K. Huysmans, Peladan, Lorrain, Mendès ou Rachilde ; la préciosité de son style, son obsession pour le thème de la femme fatale, la névrose et la perversion peuvent être considérés comme une contribution originale à l'esthétique décadente. Si, dans ces romans des années 1890, Lemonnier se rapproche davantage de Félicien Rops, il n'en demeure pas moins que les chapitres du Mâle qui décrivent la kermesse ou la vie à la ferme renvoient davantage à la tradition flamande et aux tableaux de Pieter Brueghel l'Ancien.

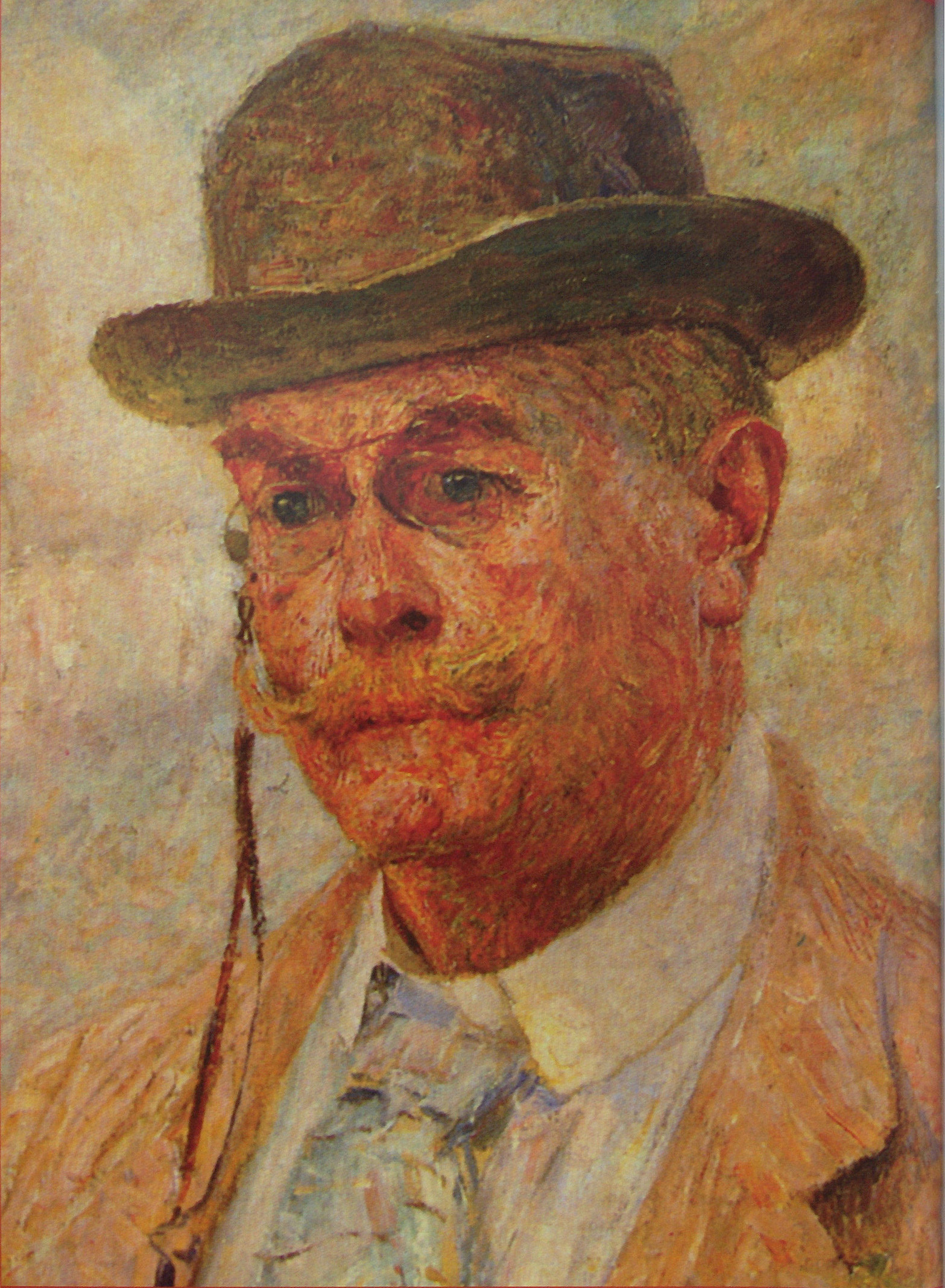
Détail du Portrait de Camille Lemonnier (après 1890), par Émile Claus.

Le Prix quinquennal de littérature lui est attribué en 1888 pour son ouvrage La Belgique, illustré de gravures dessinées, entre autres, par Constantin Meunier. En 1905, il publie La Vie belge et deux ans avant sa mort, Une vie d'écrivain, son autobiographie. Dans ces trois œuvres, Lemonnier rend hommage à sa terre natale, souhaitant présenter au lecteur la vie et la culture de son pays. Ce « témoin au passé », selon sa propre expression, relate, avec un talent de conteur, la naissance des lettres belges : « La Jeune Belgique avait frappé le roc aride et à présent les eaux ruisselaient. » Parfois lyrique, épique et excessif, Lemonnier laisse cependant un document historique très instructif.
En définissant le talent du peintre belge comme la capacité de « suggérer des correspondances spirituelles par un chromatisme expressif et sensible » (La Vie belge), il parle aussi de son propre style: il s'agit de frapper l'imagination par la couleur et les images. En cela, il s'oppose à l'imitation du réel et rejoint un symbolisme universel tout en restant proche de l'instinct et de la spontanéité en même temps que de la tradition baroque de ses ancêtres (Rubens, Jacob Jordaens, David Teniers[Lequel ?]).
Sa maison ixelloise abrite le siège de l'Association Belge des Écrivains Belges de langue française. Sur l'emplacement de sa maison de campagne de La Hulpe a été construite l'École d'horticulture de cette commune. Un monument sculpté par Dolf Ledel le rappelle encore. Dans ce village habitaient son ami écrivain Pierre Broodcoorens et le couple d'artistes-peintres Rodolphe Wytsman et Juliette Wytsman-Trullemans.

## Son œuvre vue par ses contemporains
— Stefan Zweig, Émile Verhaeren, 1910

« Aucun écrivain du XIXe siècle, si ce n'est Victor Hugo, n'a possédé, comme Camille Lemonnier, les richesses du dictionnaire, n'a disposé pour formuler sa pensée ou ses sensations d'un nombre aussi considérable de mots : nul ne s'est grisé comme lui de sa puissance verbale. […] Mais ce ne sont là que les premiers dons que lui a faits la nature. Elle lui a accordé des instincts d'une étrange profondeur, qui communient avec tous les instincts primordiaux de la vie, qui sentent tous les frissons de l'animal, tous les frémissements, tous les appétits, toutes les fécondités, toutes les énergies déchaînées dans la multitude innombrable des organismes vivants. »

— Iwan Gilkin, Discours prononcé à l'Installation de l'Académie royale de Littérature, 15 février 1921

« Sa prose enflée charrie les termes rares et précieux, les archaïsmes et les néologismes, et les mots arrachés aux jargons des provinces. Il y a pléthore, et cette pléthore menace de crever, pour ainsi dire, la peau de la phrase. »

— Antonin Bunand, Petits Lundis, 1890

« À de longs intervalles, s’amenait Camille Lemonnier, au masque de dogue roux, aux yeux gris jaune. Taillé en force, brusque, rude de voix, rouge, les cheveux drus et plaqués sur la tête, pérégrinateur, voyageur, sa personnalité semblait se livrer et n’était pas saisissable. À Paris, il venait en passager, traversant les bureaux de rédaction et les revues, dînant de-ci de-là chez des amis, ennuyé d’avoir à gagner sa vie par des voies qui l’agaçaient, cordial, un peu chaotique, un peu ahuri. […] C’était une force, un assemblage d’admirables qualités qui se heurtaient et s’éparpillaient… S’il avait su se concentrer, il en eût été plus grand, surtout il se fût mieux imposé soit à l’élite, soit à la foule — ou aux deux. Tel quel, je le tiens pour un écrivain de large envergure, à qui on n’a pas rendu la justice qu’il mérite. J’en vois dix autres, menus, diserts, mariolles, que le public déguste avec componction et qui ne valent pas tous ensemble le sanguin, virulent et malheureux Camille. »

— J.-H. Rosny aîné, Torches et lumignons, 1921

## Texte autographe
|  | Texte paru dans la Nouvelle Revue internationale en 1898. « Dans l'or et l'émeraude paissent les génisses sacrées, choisies pour perpétuer la race blanche d'Éolie. Leur sang rose luit à leurs naseaux. Elles lèvent des visages de jeunes déesses, jouets d'une métamorphose. Toutes les dix eurent des mères belles et renommées, nées comme elles au bord des eaux, dans les limons verts. Un air aromatique et sucré nombreusement distilla leurs vertus nuptiales. Elles sont les vierges promises au royal amour ; en mouvant ses entraves, le taureau mugit à leur odeur. Elles vont, fauchant en cercle la lavande et le serpolet, ou bien, sous leurs soles saccadées, le pré tremble. Lasses ensuite d'ébats, leurs fronts lourds et fléchis vers les fanons, elles goûtent de longs assoupissements gorgés. Là-bas coulent les eaux, flottant à la dérive des brouillards lumineux. Des clôtures les isolent ; elles y demeurent parquées loin des […]. Cependant l'heureux été mollit les vents. Le sol bout sous le soleil oblique. Toutes les herbes dans l'immense vie torpide de la prairie, vibrent et dardent comme des flambeaux. Au loin la forêt massive, aux lourdes orfèvreries vermeilles, aux silences bleus, suggère les forces éternelles. Là commence le végétal géant, la gloire des hauts arbres centenaires. Et c'est une après-midi des âges aimables de la terre, sous des airs subtils. » |

## Œuvres sélectionnées
Lemonnier est l'auteur de plus de 70 volumes. Une anthologie de ses nouvelles parues dans divers périodiques a été éditée par Jacques Detemmerman et Gilbert Steven, avec une préface d'André Guyaux, en 2013, sous le titre La Minute du bonheur - et autres pages retrouvées (Bruxelles, SAMSA Éditions).

### Romans
- Sedan (1871)
- Un coin de village (1879)
- Un Mâle (1881)
- Les Charniers (1881), réédition de Sedan
- Thérèse Monique (1882)
- La Mort (1882)
- L'Hystérique (1885)
- Happe-Chair (1886)
- Madame Lupar (1888)
- Le Possédé (1890) (ISBN 2-84049-120-6)
- La Fin des bourgeois (1892), rééd. avec une préface de Frédéric Saenen, Bruxelles, SAMSA Éditions, 2022
- La Faute de Madame Charvet (1895)
- L'Île vierge (1897)
- L'Homme en amour (1897)
- Adam et Ève (1899)
- Le Bon Amour (1900)
- Au cœur frais de la forêt (1900)
- Le Vent dans les moulins (1901)
- Les deux consciences (1902)
- Le Petit Homme de Dieu (1902)
- Comme va le ruisseau (1903 ; paru sous forme de roman-feuilleton dans Le Temps du 9 septembre 1903 au 25 septembre 1903)
- Le Droit au bonheur (1904)
- Quand j'étais homme (1907)
- L'Hallali (1913)

### Contes et nouvelles
- Contes flamands et wallons (1873)
- Les Joujoux Parlants (1879)
- Ceux de la glèbe (1885) qui comprend notamment les nouvelles La Genèse, La Glèbe et Les Concubins
- Noëls flamands (1887)
- La Comédie des jouets (1888)
- L'enfant du Crapaud (1888)
- Dames de volupté (1892) qui comprend notamment les nouvelles L'Inconnu et L'Homme qui tue les femmes

### Essais et critique d'art
- Le Salon de Bruxelles (1863-1866)
- Nos Flamands (1869)
- Paris-Berlin, pamphlet (1870)
- Gustave Courbet et sa peinture (1878)
- En Allemagne. Souvenirs d'un passant (1888)
- La Belgique (1888)
- Les Peintres de la vie (1888)
- Constantin Meunier : sculpteur et peintre (1904) - monographie
- Henri de Braekeleer : Peintre de la Lumière (1905), chez Van Oest
- Félicien Rops : l'homme et l'artiste (1908) - monographie
- Émile Claus (1908) - monographie, Librairie nationale d'Art et d'Histoire G. Van Oest et Cie.[5]
- L'École belge de peinture (1830-1905), (1906)
- Une vie d'écrivain (posthume)

## Adaptations cinématographiques
L'œuvre de Camille Lemonnier est adaptée deux fois au cinéma : en 1912 René Leprince réalise Le réprouvé avec notamment l'actrice Stacia Napierkowska. Et en 1936 Émile-Georges De Meyst réalise Le Mort avec notamment Marcelle Dambremont, Gina Manès et Constant Rémy.

## Adaptation à l'opéra
En trois actes et cinq tableaux, Cachaprès, tiré du roman Un Mâle de Camille Lemonnier, ce drame lyrique du compositeur français Francis Casadesus fut représenté au Théâtre royal de la Monnaie le 2 février 1914 à Bruxelles. Il remporta un grand succès et ceci juste un mois après la création bruxelloise de Parsifal de Richard Wagner.